# Thâm bép
Thâm bép (danh pháp: Tetrastigma tonkinense) là một loài thực vật hai lá mầm trong họ Nho. Loài này được Gagnep. miêu tả khoa học đầu tiên năm 1910.